# Bryan Steel
Bryan Steel (* 5. Januar 1969 in Nottingham) ist ein ehemaliger britischer Radrennfahrer.
Bryan Steel gewann bei den Olympischen Sommerspielen 2000 in Sydney mit seinen Landsmännern Paul Manning, Bradley Wiggins und Chris Newton die Bronzemedaille in der Mannschaftsverfolgung. Ein Jahr später wurde dieselbe Mannschaft Vizeweltmeister bei den Bahn-Radweltmeisterschaften. 2002 gewannen sie die Bronzemedaille und in den beiden folgenden Jahren gewannen sie wieder jeweils Silber. 2004 gehörte er zum englischen Bahn-Vierer, der zwei Läufe des Bahnrad-Weltcups gewann.